# Wiktor Pawlowitsch Machorin
Wiktor Pawlowitsch Machorin (russisch Ви́ктор Па́влович Махо́рин; * 2. Juli 1948 in Taschkent; † 20. Juni 1993 in Kuwschinowo, Russland) war ein sowjetisch-russischer Handballspieler.

## Karriere
Wiktor Machorin lernte das Handballspielen an der Kinder- und Jugendsportschule Taschkent. Später spielte er für die Juniorenmannschaft der Usbekischen SSR. Für sein Studium am Moskauer Staatlichen Luftfahrtinstitut, das er 1975 abschloss, zog er in die Hauptstadt. Mit MAI Moskau wurde er 1968, 1970, 1971, 1972, 1974 und 1975 sowjetischer Meister. Im Europapokal der Landesmeister 1972/73 besiegte man im Endspiel Partizan Bjelovar mit 26:23. Ein Jahr darauf unterlag man im Finale des Europapokals der Landesmeister 1973/74 dem VfL Gummersbach mit 17:19 nach Verlängerung. Im Europapokal der Pokalsieger 1976/77 schlug Moskau den SC Magdeburg im Endspiel mit 18:17.
Mit der sowjetischen Nationalmannschaft gewann Machorin bei den Olympischen Spielen 1980 in Moskau die Silbermedaille. Im Turnier warf er sieben Tore in sechs Spielen. Für diesen Erfolg erhielt er die Auszeichnung Verdienter Meister des Sports der UdSSR. Bei der Weltmeisterschaft 1982 gewann er mit der Sowjetunion die Goldmedaille.
Machorin starb am 20. Juni 1993 bei einem Autounfall in der Nähe von Kuwschinowo.